# Lago di Piediluco
Il lago di Piediluco si trova nell'Italia centrale: sulle sue rive sorge il paese di Piediluco, frazione di Terni.

## Geografia
Collocato alle propaggini sud-orientali dell'Umbria, con un ramo che sconfina nel Lazio, il lago di Piediluco, pur con un'ampiezza di 1,85 km², è il più grande bacino lacustre naturale della regione dopo il Trasimeno. Il nome sembra potersi interpretare come "ai piedi del bosco sacro".
Insieme ai laghi Lungo, di Ripasottile e di Ventina situati in provincia di Rieti, rappresenta uno dei resti dell'antico Lacus Velinus, grande bacino di origine alluvionale venutosi a formare a partire dal Quaternario.
Di forma irregolare con un perimetro di circa 13 chilometri, il lago si trova ad un'altitudine di 375 metri, e ha una profondità massima di circa 19 metri. Il suo immissario naturale è il rio Fuscello, gli altri due immissari sono invece rappresentati da canali costruiti dall'uomo, uno che lo collega al fiume Velino, l'altro, lungo ben 42 chilometri quasi tutti in galleria, che convoglia nel lago una parte delle acque del fiume Nera. L'afflusso ed il deflusso delle sue acque sono completamente regolati per il fabbisogno energetico delle industrie della vicina Terni. L'emissario, cioè il fiume Velino, è deviato verso Marmore dove si getta nel fiume Nera formando la cascata delle Marmore.

## Storia
Sembra che in epoca protostorica e romana il lago fosse chiamato “Septem Aquae”, con riferimento ai sette bracci che formano il lago. Dionigi di Alicarnasso riporta una località chiamata “Sette Acque” presso Marruvium, città degli Aborigeni, e compresa tra questa e Terni.
La posizione topografica delle “Sette Acque” viene ribadita in un episodio storico risalente al 54 a.C. I Ternani lamentavano che le piene del fiume Nera spesso sommergevano i loro campi. Cicerone, chiamato a difesa dei Reatini per sedare la disputa, venne condotto dall’amico Assio in località Septem Aquae, presso l’emissario romano.
Il Lago di Piediluco, come è noto, è anche il luogo di ritrovamento di un importante ripostiglio dell’età del Bronzo finale (XII-XI secolo a.C.). Tutto il materiale rinvenuto, oggi conservato nel Museo Pigorini di Roma, è costituito da coltelli e fibule frammentarie, scalpelli e falcetti frammentari di bronzo, punte di lancia frammentarie, asce ad alette intere o frammentarie in bronzo. Inoltre vennero alla luce spade, morsi equini, falci, scalpelli, ruote di un carretto ed i frammenti di un tripode di origine cipriota. La presenza di questo ripostiglio lungo la linea di costa del lago ha fatto ipotizzare un abbandono improvviso avvenuto nella prima età del Ferro, dovuto forse ad eventi “drammatici” o bellici, come lascerebbe supporre il mancato recupero di ben tre di questi ripostigli. Si tratterebbe quindi di tesoretti, interrati per il timore di una minaccia e non più recuperati. Gli oggetti in bronzo rotti e non più utilizzabili vennero verosimilmente raccolti per essere rifusi. Alcuni di questi reperti, di produzione egea, sembrano confermare inoltre la presenza di etnie pelasgiche in territorio reatino nell’età del Bronzo, come riportato da Dionigi.
La Cava Curiana, caratterizzata da una debole pendenza, col tempo finì per ostruirsi e nel Medioevo la pianura reatina tornò di nuovo ad impantanarsi. Dopo alcuni tentativi falliti, nel 1601 venne aperto finalmente un nuovo emissario, noto come Cava Clementina (attivo ancora oggi) che permise di bonificare circa 5.400 ettari di terreno paludoso. La pendenza dell’alveo imprime alle acque la velocità di oltre 2 metri al secondo, tale da renderne impossibile tanto la sedimentazione quanto l’azione incrostante.
Nei primi decenni del Novecento la crescente domanda di forza motrice da parte delle industrie ternane portò alla realizzazione di un progetto di gestione delle risorse idroelettriche del Lago di Piediluco. Questo lago è caratterizzato oggi dalla presenza di ben tre immissari, di cui uno soltanto naturale. Gli altri due sono canali artificiali, realizzati dalla Società Terni tra gli anni ’20 e gli anni ’30 per la produzione di energia idroelettrica. Il primo è lungo circa 400 metri, mentre il secondo (Canale Medio-Nera) ben 42 km (quasi tutti in galleria).

## Il lago nell'arte
Di suggestiva bellezza, il lago ha rappresentato per molti artisti una tappa obbligata di quel Grand Tour così definito nel 1670 dal prete e scrittore Richard Lassels, autore di An Italian Voyage. Noti i dipinti ad olio realizzati nell'anno 1826 dal pittore francese Jean-Baptiste Camille Corot che hanno come soggetto il suo scenario.

## Fauna ittica
Da uno studio del 2010 è risultato che le specie ittiche che popolano il lago di Piediluco sono 15 di cui 8 sono alloctone (segnalate con A):
- anguilla
- alborella A
- carpa A
- cavedano
- triotto A
- rutilo A
- scardola
- tinca
- luccio
- persico reale A
- acerina A
- persico sole A
- trota
- coregone A
- trota iridea A

Il carassio dorato (A), la rovella e il temolo (A) risultano scomparse dal lago in tempi più o meno recenti.

## La pratica del canottaggio

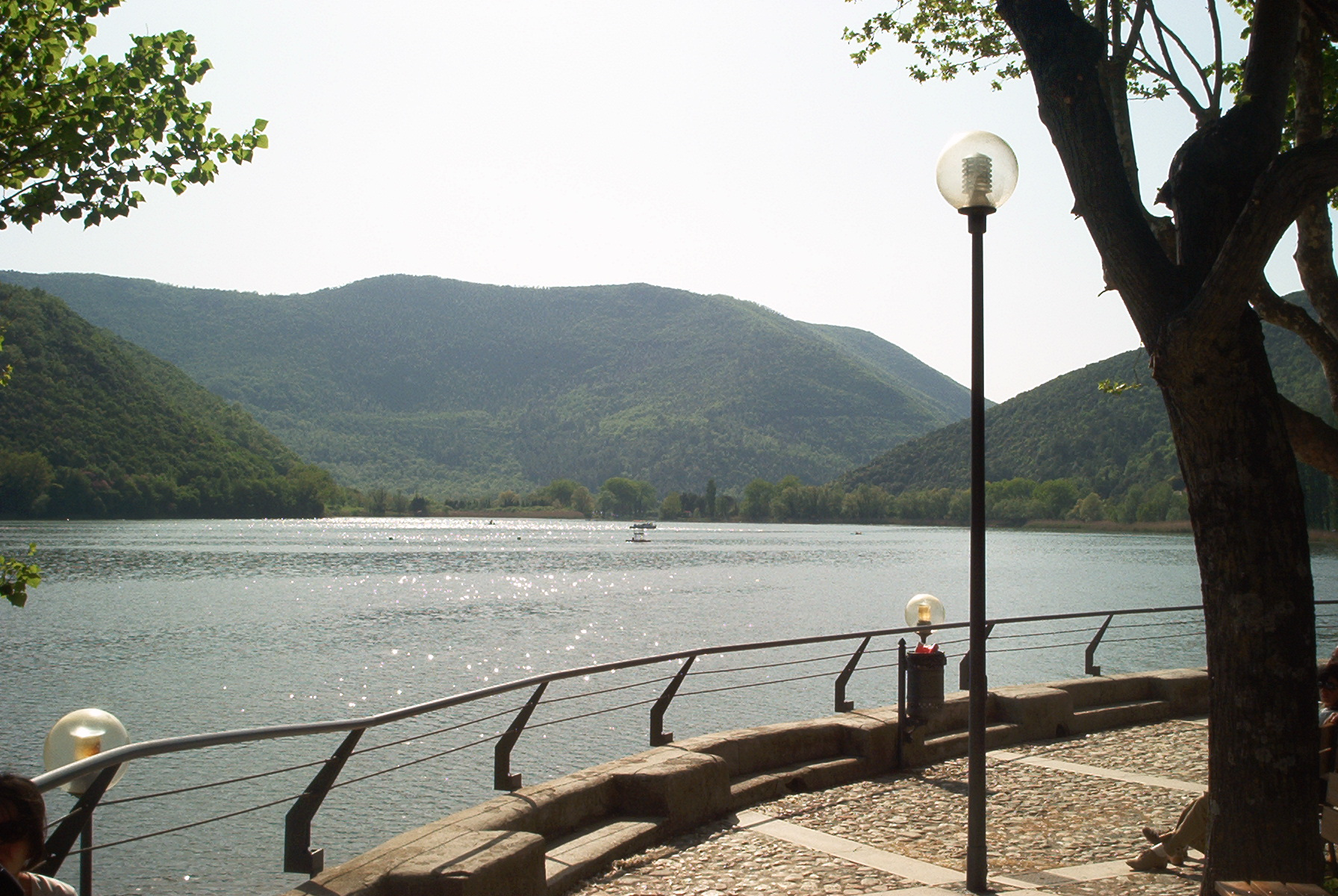
Vista dal lungolago

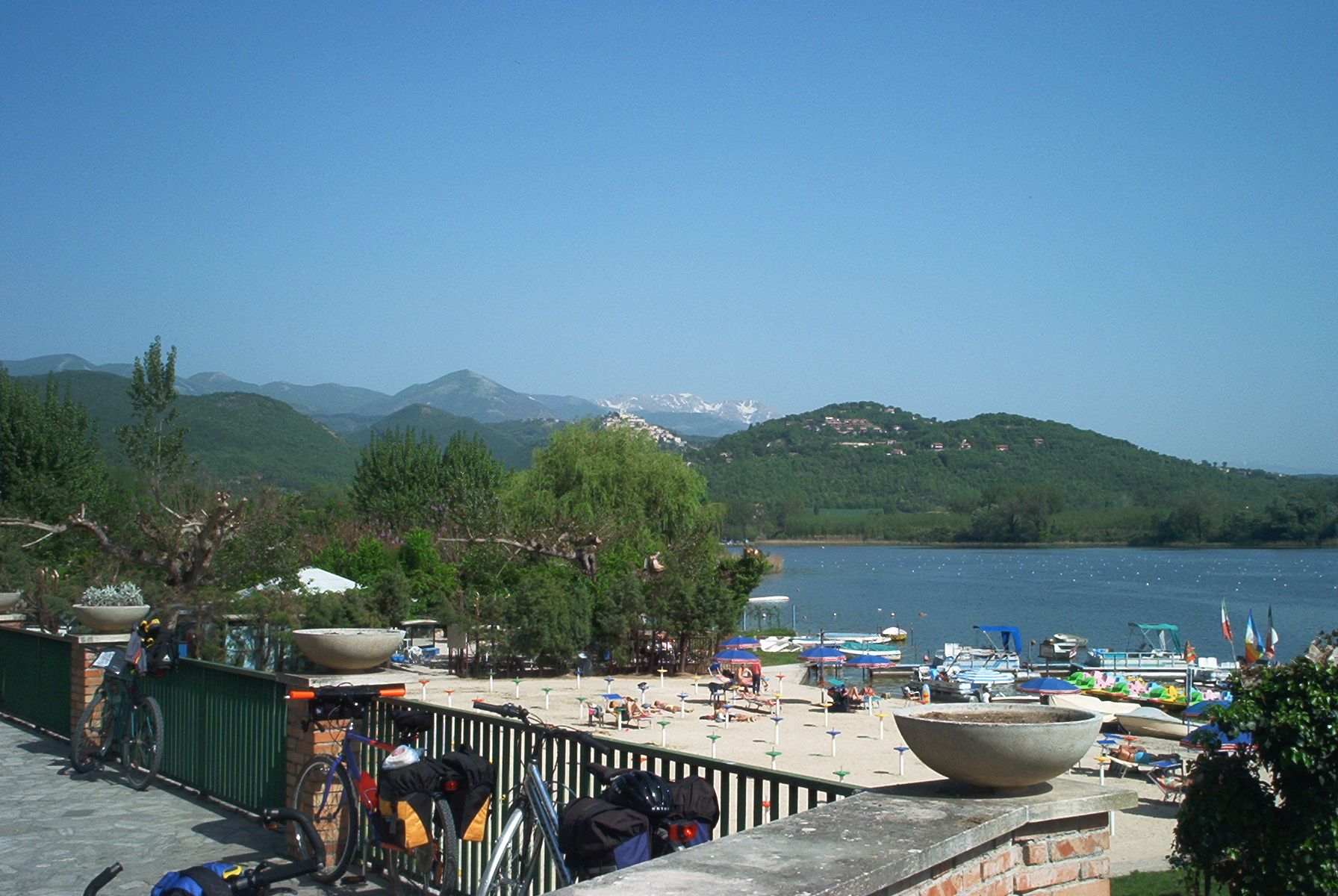
La spiaggia

Il lago di Piediluco è stato scelto dalla Federazione Italiana Canottaggio come sede del Centro Nazionale Federale, intitolato a Paolo D'Aloja, presidente della Federazione Italiana Canottaggio, che diede notevole impulso alla nascita del Centro Nautico di Piediluco. Per ricordare la sua figura viene organizzato un Memorial che prende il suo nome.
Il centro è gestito dal Circolo Canottieri Piediluco ed all'interno vi alloggia stabilmente la Nazionale Olimpica di Canottaggio che utilizza il bacino per i suoi allenamenti e meeting internazionali.
Anche la sezione Canottaggio della Polisportiva Circolo Lavoratori Terni svolge sulle acque del Lago la propria attività.
.  Va detto che entrambi i circoli locali contribuiscono alla promozione ed alla diffusione del canottaggio a livello amatoriale - agonistico.
La mancanza di correnti e la presenza di venti abbastanza regolari rendono il lago un eccellente campo di gara per regate nazionali e internazionali. Per questo lo specchio d'acqua è pieno di piccole boe che coprono le distanze di gara di 1000, 1500 e 2000 metri.